# Уорън (окръг, Джорджия)
Окръг Уорън (на английски: Warren County) е окръг в щата Джорджия, Съединени американски щати. Площта му е 743 km², а населението - 6336 души (2000). Административен център е град Уорънтън.